# Julodis proxima
Julodis proxima es una especie de escarabajo del género Julodis, familia Buprestidae. Fue descrita científicamente por Gory en 1840.